# جون بروكس (سياسي أمريكي)
جون بروكس (بالإنجليزية: John Brooks)‏ هو سياسي أمريكي، ولد في 4 مايو 1752 في ميدفورد في الولايات المتحدة، وتوفي بنفس المكان في 1 مارس 1825. حزبياً، نشط في الحزب الفيدرالي الأمريكي. وقد انتخب حاكم ماساتشوستس ‏ (30 مايو 1816 – 31 مايو 1823).